# بب تخ
بب تخ ({\displaystyle {\mathrm {B{\scriptstyle {IB}}\!T\!_{\displaystyle E}\!X} }} أو كما تكتب بصورة صِرفة BibTeX) هي أداة لتنظيم قوائم المراجع (bibliography، ومنه يأتي اسمها) تستخدم مع نظام إعداد المستندات لاتخ.
بب تخ يسهل عملية تنظيم المراجع بطريقة متسقة، عبر فصل بين محتوياتها وبين طريقة عرضها أو إظهارها. تماما كما هو الحال بين الكود الأصلي للاتخ (LaTeX) عن طريقة العرض بصيغة pdf مثلا.

## التركيب
حسب وصف المطور للبب تخ، فإنه يعمل بالطريقة الآتية:
- يتم أخذ ملف بصيغة aux. ،المبنية على صيغة bst. سابقة (style file)

كمدخل، والتي تحدد الصيغة العامة لقائمة المراجع، وتحدد كيفية تحدد كيفية صياغة المحتويات على حداوالمكتوبة عبر مصمم (style designer) ببرمجة متخصصة.
- يؤخذ ملف bib. والذي يحتوي على قاعدة بيانات لكل قوائم المراجع التي يمكن للمستخدم أن يضيفها ويستعملها متى شاء.
- BibTeX يختار من ملف bib. فقط المحتويات التي تم تحديدها عبر ملف aux. (هذا ما يعطيه لاتخ عند استعمال أي من المصادر عبر الأمرين cite\ أو nocite\)، ويكون ملف مخرجي (output file) بصيغة bbl. يحتوي على المراجع سويا مع الصيغ المحددة عبر ملف bst. .

## أنواع المراجع
عند الاستشهاد بمرجع معين تكون هناك حقول معينة ينبغي ملؤها في ملف . يمكن الاستشهاد بمصادر مختلفة وحسب نوع المصدر تكون الصيغة:
- مقالة من مجلة أو موقع علمي (article)

الحقول المطلوبة: author, title, journal, year, volume

الحقول الاختيارية: number, pages, month, note, key
- كتاب (book) لدار نشر معينة

الحقول المطلوبة: author/editor, title, publisher, year

الحقول الاختيارية: volume/number, series, address, edition, month, note, key
- كتيب/كراسة (booklet) وتكون عادة بدون ذكر دار نشر أو ممول

الحقول المطلوبة: title

الحقول الاختيارية: author, howpublished, address, month, year, note, key
- مؤتمر (conference)
- جزء من كتاب/صفحات معينة من كتاب (inbook)

الحقول المطلوبة: author/editor, title, chapter/pages, publisher, year

الحقول الاختيارية: Optional fields: volume/number, series, type, address, edition, month, note, key
- جزء من كتاب له عنوان خاص به (incollection)

الحقول المطلوبة: author, title, booktitle, publisher, year 

الحقول الاختيارية: editor, volume/number, series, type, chapter, pages, address, edition, month, note, key
- مقالة تعرض في مؤتمر (inproceedings)

الحقول المطلوبة: author, title, booktitle, year 

الحقول الاختيارية: editor, volume/number, series, pages, address, month, organization, publisher, note, key
- كتيب وجيز/دليل تقني (manual)

الحقول المطلوبة: title

الحقول الاختيارية: author, organization, address, edition, month, year, note, key
- رسالة ماجستير (mastersthesis)

الحقول المطلوبة: author, title, school, year

الحقول الاختيارية: type, address, month, note, key
- رسالة دكتوراة (phd thesis)

الحقول المطلوبة: author, title, school, year

الحقول الاختيارية: type, address, month, note, key
- اجتماع/محضر/مؤتمر (proceedings)

الحقول المطلوبة: title, year

الحقول الاختيارية: editor, volume/number, series, address, month, publisher, organization, note, key
- مجلة تقنية، عادة دورية النشر (techreport)

الحقول المطلوبة: author, title, institution, year

الحقول الاختيارية: type, number, address, month, note, key<br /
- غير منشور (unpuplished): مصدر له مؤلف وعنوان ولكن غير منشور رسميا

الحقول المطلوبة: author, title, note
الحقول الاختيارية: month, year, key
- غير ما ذكر (misc)

الحقول المطلوبة: none

الحقول الاختيارية: author, title, howpublished, month, year, note, key

### استعمال أكثر من ملف للمراجع
يمكن تضمين أكثر من ملف للمراجع بصيغة ال bib واستخدامها عبر الأمر bibliography\ في لاتخ، حيث يتم الفصل بين الملفات عبر فاصلة بينها: {bibliography{bibliography_1,bibliography_2,bibliography_3\

## تطبيقات حديثة
هناك عدة طرق يمكن أن يُنشأ بها ملف ال bib للمراجع لاستخدامه في لاتخ.
- بالإمكان استخدام البرنامج الشهير citavi [الإنجليزية] الذي أنتجته قسم البرمجة الأكاديمي في مدينة فيدنسفل السويسرية والمتطابق مع برمجة المايكروسوفت ويندوز.

هذا البرنامج (سيتافي citavi) لا يستغنى عنه لكل من يعمل على رسالات عليا كالدكتوراة، حيث يتيح البرنامج امكانية البحث في الكثير من قواعد البيانات لكثير من المكتبات العالمية والمحلية المحتوية على مقالات ومؤتمرات للبحث العلمي وتوفر امكانية إضافة أي مرجع عبر رقم ال ISBN مثلا. 

لعمل ملف يحتوي على ما يُراد من مراجع فبالإمكان تخزين المشروع (المراجع) مباشرة بصيغة BibTeX واستعمال الملف في مجلد لاتخ لاستخدام مراجعه هناك.
- عبر برنامج جاب رف (JabRef [الإنجليزية]) المجاني والمصمم ليخرج المراجع بصيغة لاتخ.[3]
- يمكن استخدام منشئ للمراجع بصيغة ال bibtex على كثير من مواقع الانترنت، هنا أيضا يكفي أن يُدخل الرقم الدولي المعياري للمرجع (ISBN) لأي مرجع، فتخرج صيغة المرجع المطابقة للاتخ.[4]

## مثال

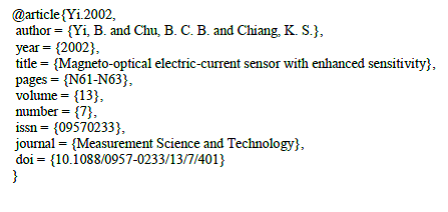
مثال للاستشهاد بمصدر من ملف bib المرفق في لاتخ

الخطوة الأولى لاستعمال المراجع هي تضمين الملف المسمى (مثلا) literature (بصيغة bib.) عبر الأمر التالي الذي يحتوي على المراجع:
```
{\bibliography{literature
```

اسم المصدر الذي في المثال هنا هو Yi.2002، ولا بد أن يكون هذا المرجع موجود في ملف bib المضمن في لاتخ.
عندما نريد استخدام هذا المرجع فبالإمكان استخدام الأمر "{cite{Yi.2002\" فيظهر المصدر في النص الذي نكتبه برقمه المرجعي، مثلا [1] وفي قائمة المراجع يظهر كالتالي:

Yi, B. ; Chu, B. C. B. ; Chiang, K. S.: Magneto-optical electric-current sensor with
enhanced sensitivity. In: Measurement Science and Technology 13 (2002), Nr. 7, S.
N61–N63. http://dx.doi.org/10.1088/0957-0233/13/7/401. – DOI 10.1088/0957–
0233/13/7/401. – ISSN 0957-0233